# Müchelholz
Koordinaten: 51° 17′ 25″ N, 11° 44′ 53″ O
Das Müchelholz ein Naturschutzgebiet in Mücheln (Geiseltal) im Saalekreis in Sachsen-Anhalt.
Das Naturschutzgebiet mit dem Kennzeichen NSG 0124 ist 59,14 Hektar groß. Es ist vollständig Bestandteil des FFH-Gebietes „Müchelholz, Müchelner Kalktäler und Hirschgrund bei Branderoda“ und vom Landschaftsschutzgebiet „Müchelner Kalktäler“ umgeben. Das Gebiet steht seit dem 1. Mai 1961 unter Schutz (Datum der Verordnung: 30. März 1961). Zuständige untere Naturschutzbehörde ist der Saalekreis.
Das aus drei Teilflächen bestehende Naturschutzgebiet liegt westlich von Mücheln im Naturpark Saale-Unstrut-Triasland. Es stellt einen Teil eines Restvorkommens des hier potentiell natürlich vorkommenden Traubeneichen-Hainbuchenwaldes mit sehr gut aufgebauten Waldmänteln unter Schutz. Im Nordwesten sind der ebenfalls bewaldete Hangbereich zum Hesseltal, der von einem Haselwurz-Eichen-Hainbuchenwald eingenommen wird, und das Tal selber in das Schutzgebiet einbezogen. Die im Südosten liegenden beiden Teilflächen des Naturschutzgebietes bilden zusammen ein 6,98 Hektar großes Totalreservat.
Die Baumschicht wird von Traubeneiche, Hainbuche, Winterlinde, Hängebirke, Elsbeere und Vogelkirsche gebildet. Am Nordhang des Hesseltals ist auch Bergahorn zu finden. In der Krautschicht wachsen u. a. Frühlingsplatterbse, Echtes Lungenkraut, Gewöhnliche Haselwurz und Ährige Teufelskralle. In den beiden südlichen Teilflächen wird die Hainbuche vielfach von Traubeneiche und Stieleiche und der Gewöhnlichen Hasel in der Strauchschicht ersetzt. Gleiches gilt für die Waldmäntel. Hier sind Waldknäulgras und Verschiedenblättriger Schwingel sowie vereinzelt Bleiches Waldvöglein, Vogelnestwurz und Breitblättriger Sitter in der Krautschicht zu finden. In aufgelockerten Bereichen siedeln wärmeliebende Halbschattenarten wie Schwarze Platterbse, Nickendes Perlgras, Türkenbundlilie, Weißes Fingerkraut und Straußblütige Wucherblume. In Waldrandnähe siedeln zahlreiche termophile Straucharten, darunter Gewöhnlicher Seidelbast, Schlehe, Wolliger Schneeball und Gewöhnlicher Liguster.
Im Naturschutzgebiet leben verschiedene Fledermäuse – Kleine Hufeisennase, Großes Mausohr, Zwergfledermaus, Braunes Langohr und Mopsfledermaus – die in einem Kalkstollen am Rande des Gebietes überwintern. Die Wälder bieten Lebensraum für Rotmilan und Habicht.
Das Naturschutzgebiet wird größtenteils von landwirtschaftlichen Nutzflächen umgeben. An die Hauptfläche des Schutzgebietes schließen auch weitere Wälder an. Durch das Naturschutzgebiet verläuft ein Naturlehrpfad.